# Saint-Jory-las-Bloux
Saint-Jory-las-Bloux är en kommun i departementet Dordogne i regionen Nouvelle-Aquitaine i sydvästra Frankrike. Kommunen ligger i kantonen Excideuil som tillhör arrondissementet Périgueux. År 2022 hade Saint-Jory-las-Bloux 239 invånare.

## Befolkningsutveckling
Antalet invånare i kommunen Saint-Jory-las-Bloux
Referens:INSEE